# Spettekaka

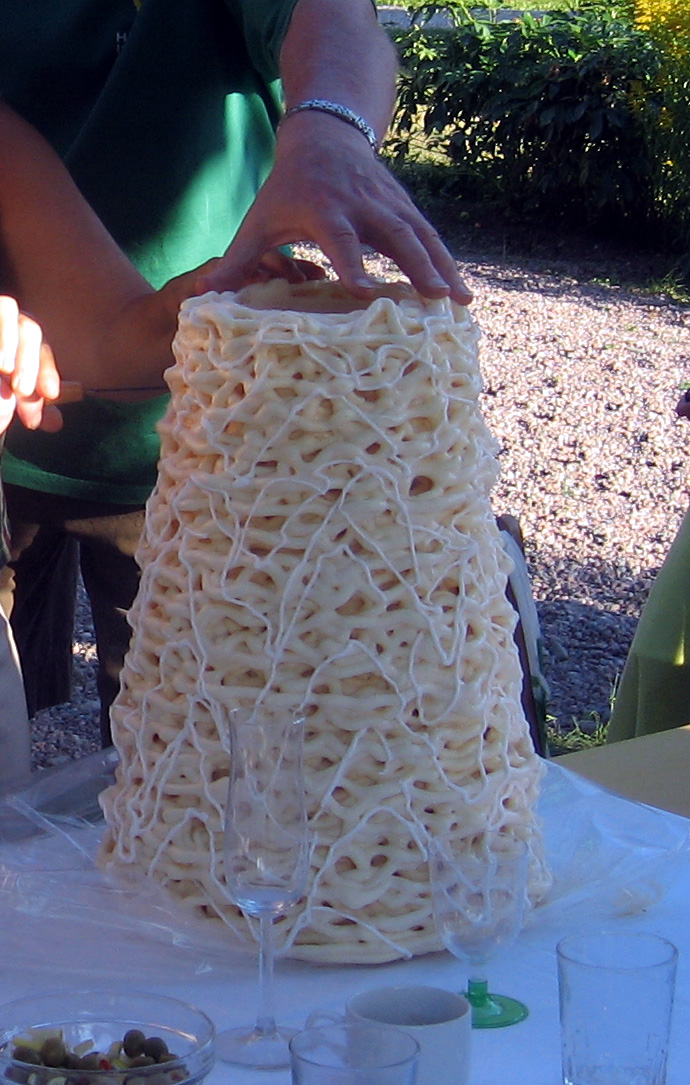
Spettekaka.

Spettekaka eller spettkaka (skånska: spiddekauga eller spiddekaga) är ett bakverk och räknas som en skånsk specialitet. "Skånsk spettkaka" är ett geografiskt skyddat livsmedelsnamn inom EU; den måste alltså tillverkas i Skåne för att få bära namnet. Den skånska spettekakan är en av ett antal "spettkakor" med snarlikt innehåll, utseende och tillverkningsmetod (med hjälp av ett roterande spett).

## Beskrivning och tillverkning
Den skånska spettekakan är ett högt och konformat bakverk. Den är ihålig på grund av sin tillverkningsmetod, med den stelnande smeten ringlad på ett roterande träspett. Kakans kanter kan men behöver inte ha droppformade spetsar, beroende på om rotationen och/eller smetappliceringen sker fortlöpande eller med avbrott.

### Tillagning
En spettekaka görs på en smet bestående av bland annat ägg, potatismjöl och socker. Smeten ringlas under gräddningen mycket sakta på ett roterande träspett (med koniskt utseende), över öppen eld eller gasollågor. Proportionerna mellan ingredienserna brukar vara en väl bevarad hemlighet och varierar mellan varje bageri.
Att baka över öppen eld kräver ständig tillsyn, vilket inte gasollågorna gör. Då det tar flera timmar att baka en spettekaka är det ett tungt arbete att sköta kakan och samtidigt elda. Det krävs flera personer till det. Därför bakar få bagerier idag över öppen eld. Endast någon enstaka finns kvar i Skåne, och priset på de spettekakorna är högre. Om en kaka är bakad över öppen eld syns detta ofta på färgen. Spettekakan får en djupare gul färg som skiljer sig från den ljusgula som är vanlig på "fabriksbakade" spettekakor. Smaken är också ofta kraftfullare och en viss röksmak kan anas.

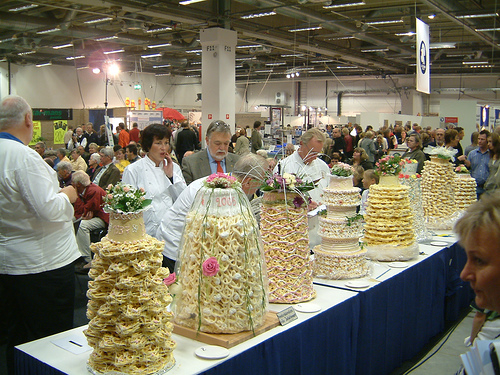
Bild från tävlingen "Årets spettkaka" på Skånemässan år 2005.

Den färdiga spettekakan dekoreras med kristyr. Färgen på kristyren har lokala variationer liksom utseendet på spettekakan. På Österlen brukar man ha små spetsiga toppar som sticker ut från spettekakan och ofta rosa och grön kristyr. I norra Skåne har man i regel endast vit kristyr och utan toppar. Just topparna är speciella för Österlen, medan färgen på kristyren kan variera från by till by även inom samma del av Skåne.
Kakan är mycket torr i konsistensen, genom sin marängliknande och stärkelserika smet. Vill man bevara denna torrhet bör kakan förvaras lufttätt.
Man skär upp kakan med ett bågfilsblad, och det är en gammal tradition att såga ut små rektanglar ur den. Kronan överst på spettekakan skall bevaras så länge som möjligt innan den sågas itu. Därför bärs den upp av "pelare" ända tills aptiten gör att även den och pelarna måste offras. Skär man med annat än bågfilsblad i en spettekaka så förstörs den och smulas sönder. Spettekaka äts traditionellt som den är med mörkrostat kaffe som enda tillbehör. På senare tid har den även börjat serveras med glass och/eller konserverad frukt.

## Historia och varianter
Tekniken att göra denna typ av bakverk på roterande spett fanns redan under antiken. Under renässansen förekom den över hela Västeuropa (i Tyskland som Baumkuchen).
Spettkakan har framför allt levt kvar i Skåne, dit traditionen kom under 1700-talet och där den under 1800-talet blev en bröllops- och förningsrätt bland rika bönder. Receptet förmedlades sannolikt via slottsköken. I Sverige nämns bakverket första gången 1642 vid Stockholms slott, då som lån från det tyska kökets Baumkuchen.

### Liknande bakverk

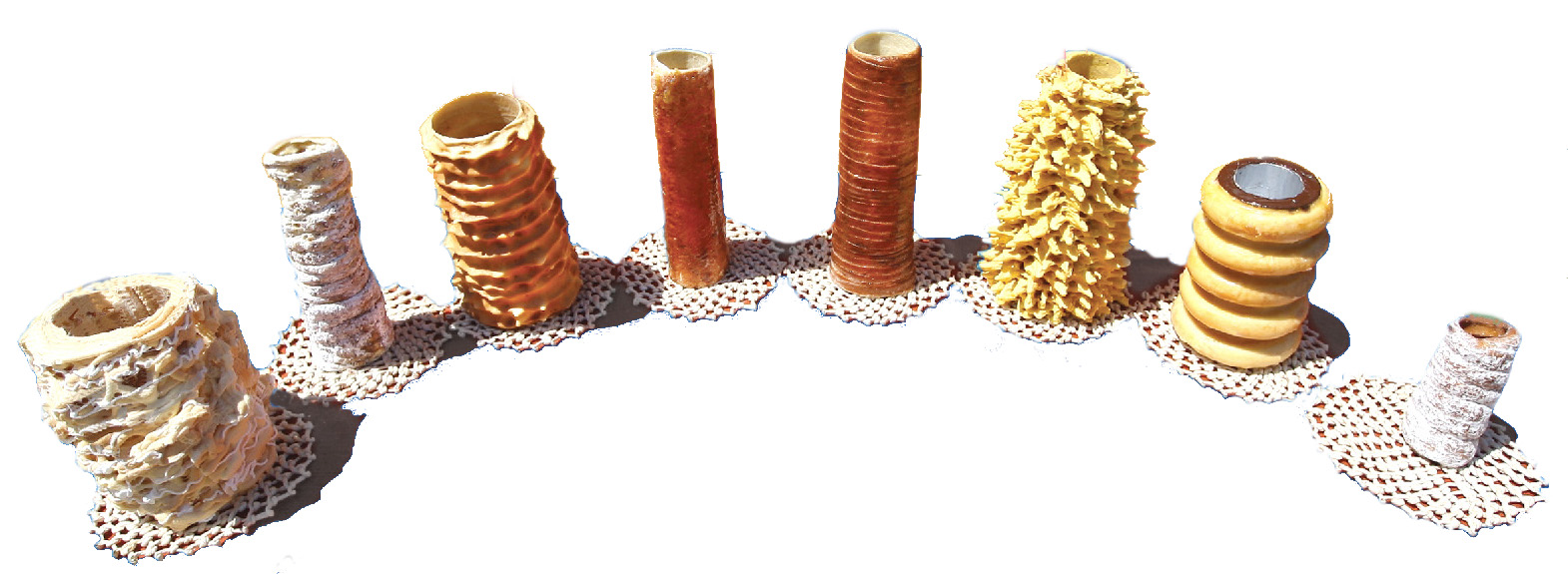
Presentation av olika nationella varianter av spettkakor.

Den skånska spettekakan är en av ett antal europeiska spettkakor, det vill säga bakverk som tillverkas med hjälp av ett roterande spett eller vals. Tyska Baumkuchen är mer lik en rund och ihålig sockerkaka. Ungerska kürtőskalács och tjeckiska/slovakiska trdelník är tunna bakverk med ett stort hål i. Litauiska šakotis och polska sękacz är dock snarlika spettekakan, genom att alla tre är relativt torra bakverk med "strålar" (i likhet med den österlenska varianten) som pekar ut från rotationscentrum.
I södra Frankrike finns bakverket under namnet gâteau à la broche.

### Rekord
Bill Lönnmarker bakade år 1985 i Sjöbo världens största spettekaka och som finns omnämnd i Guinness Rekordbok 1986. Den var 3,6 meter hög, bakad i ett stycke.